# Prim-ministrul Canadei
Prim-ministrul Canadei este ministrul șef al Coroanei, liderul cabinetului administrativ și șef al guvernului canadian, fiind întotdeauna liderul partidului politic cu cei mai mulți membri în Camera Comunelor Canadiană și, de obicei, un membru al din urmă. Prim-ministrul canadian are dreptul de a folosi titlul de The Right Honorable (în engleză The Right Honorable; în franceză Le Très Honorable). Actualul prim-ministru al Canadei este Mark Carney din partea Partidului Liberal din Canada